# Рідван Боде
Рідван Боде (алб. Ridvan Bode; нар. 26 червня 1959, Корча) — албанський економіст і політик.
З 1979 по 1983 він навчався на фінансовому факультеті Університету сільського господарства в Тирані. З 1992 по 1995 він був аспірантом у Монпельє, Франція. З 1991 по 1995 він викладав фінансовий аналіз в Університеті сільського господарства в Тирані.
З 1995 по 1996 роках був директором митного управління у Міністерстві фінансів. У 1996 році вперше отримав мандат члена парламенту (від Демократичної партії Албанії).
З 1996 по 1997 він обіймав посаду міністра фінансів в уряді Александера Мексі. У 1997 році він був призначений секретарем Демократичної партії. У 2002 став лектором з економіки в Університеті Тирани. З 2005 по 2013 удруге був міністром фінансів в уряді Салі Беріші.